# Richard Riedel (Gartenarchitekt)
Richard (Rudolf) Riedel (* 1887 bei Waldenburg, Provinz Schlesien; † 1965 in Aschau) war ein deutscher Gärtner, Botaniker und Gartenarchitekt. Er war Stadtgarteninspektor und Gartenbaudirektor in der oberschlesischen Stadt Gleiwitz und lebte im Gärtnerhaus im Gleiwitzer Stadtpark. Als Autor schrieb Riedel für die Zeitschrift Die Gartenwelt.

## Leben und Wirken

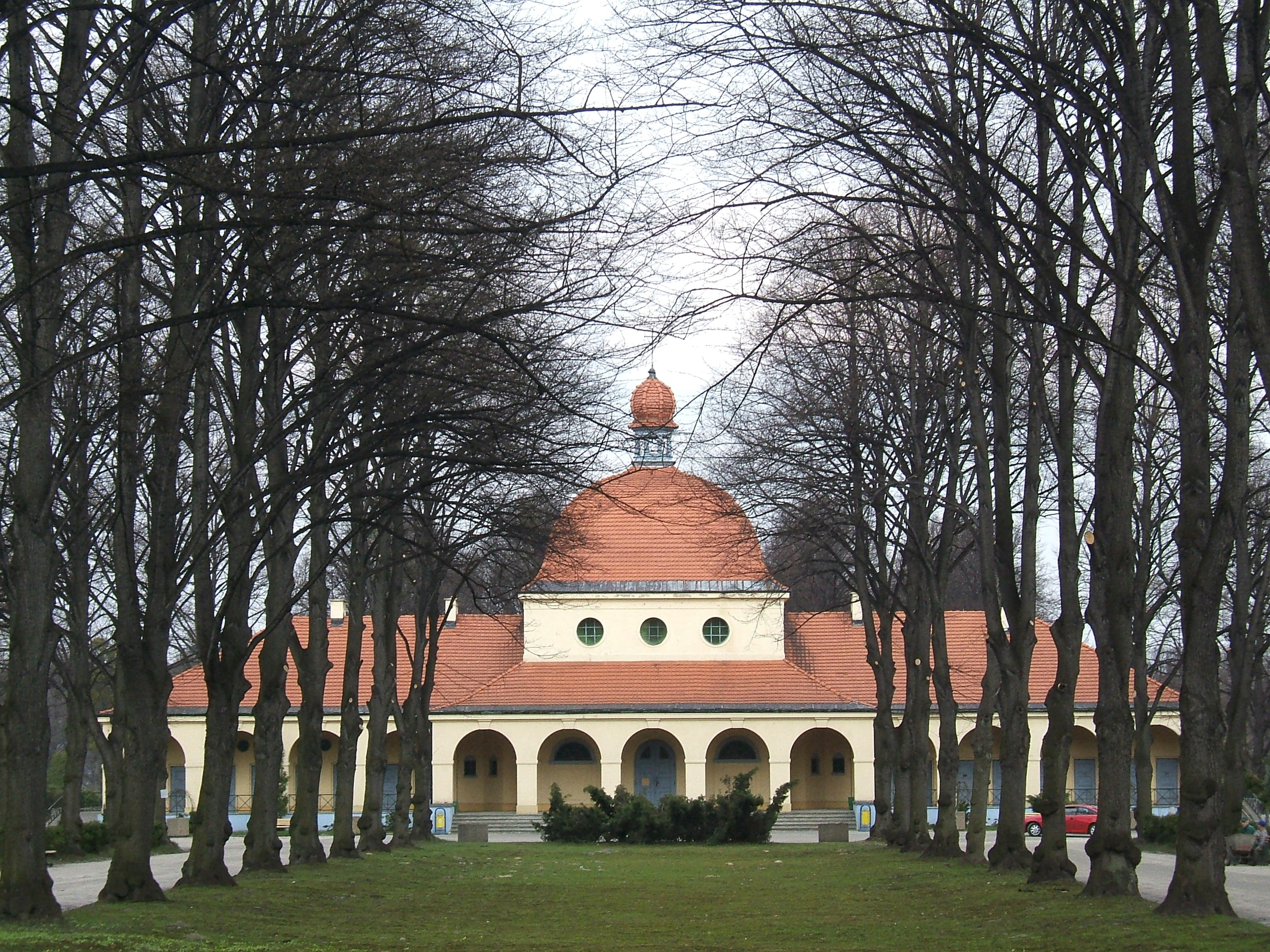
Der Zentralfriedhof in Gleiwitz

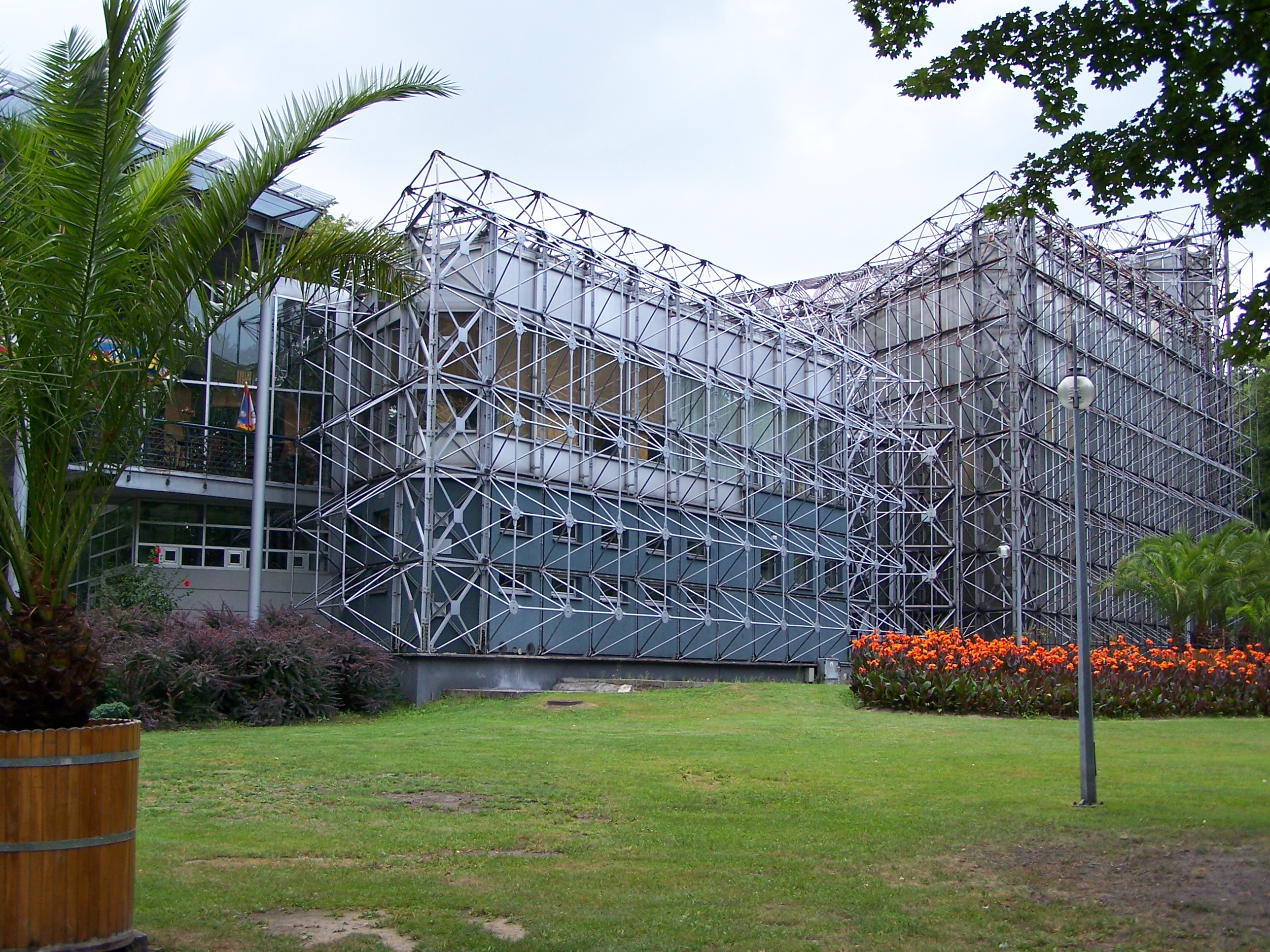
Das heutige Gleiwitzer Palmenhaus mit einer Dattelpalme im Vordergrund

Erste Erfahrungen als Gärtner sammelte Riedel im Kurort Görbersdorf, anschließend war er in Ahrensburg bei Hamburg und in Oels tätig. 1910 arbeitete er in Liegnitz und schuf in den Jahren darauf einen Schlossgarten für den Fürsten von Lichnowsky in Kuchelna bei Hultschin. 1913 zog Riedel nach Gleiwitz. 1917 stieg er zum Garteninspektor auf und wurde 1920 zum städtischen Gartendirektor in Gleiwitz ernannt.
Zu Riedels Wirken gehörte die Umgestaltung der Stadt Gleiwitz nach den Ideen der Gartenstadt zu einer grünen Stadt. Während seiner Amtszeit ließ er 10.000 Bäume entlang der Klodnitz, des Klodnitzkanals, an Straßen und Plätzen pflanzen. Er entwarf Pläne für neue Park-, Grün- und Friedhofsanlagen und dokumentierte die Grünanlagen in Fotografien. Eng arbeitete er mit dem Gleiwitzer Stadtbaurat Karl Schabik (1882–1945) zusammen.
Riedel beschaffte Kanarische Dattelpalmen für die Grünanlagen von Gleiwitz, die auch noch heute im 21. Jahrhundert die Stadt schmücken. Zudem ließ er 1925 ein großes Becken für Wasserpflanzen im Palmenhaus errichten und besorgte Riesenseerosen (Victoria regia). Sein Amt als Gartendirektor übte er bis zur Besetzung der Stadt durch die Sowjetarmee aus. Er flüchtete 1945 nach Westen und verstarb 1965 in Aschau.

## Werke (in Gleiwitz/Gliwice)
- Entwurf (eigenständiger, 1920[3]) und Realisierung des Zentralfriedhofs in Zusammenarbeit mit Karl Schabik
- Grünfläche um das Ulanendenkmal im Stadtpark
- Städtisches Palmenhaus
- Projekt und Realisierung Erweiterung der Stadtgärtnerei (Anzuchts- und Kulturhäuser)
- Umgestaltung Stadtpark
- Schweizerei
- Waldschloss
- Vierreihige Lindenallee an der Gustav-Freytag-Allee (heute ul. Mickiewicza)